# Maurice Newby
Maurice Orlando Ray Newby (* 7. November 1967) ist ein ehemaliger US-amerikanisch-französischer Basketballspieler.

## Laufbahn
Newby spielte von 1986 bis 1991 Basketball für die Hochschulmannschaft der University of Northern Iowa (erste NCAA-Division). In diesen vier Jahren kam er auf 118 Einsätze und Mittelwerte von 9,7 Punkten, 2,0 Rebounds und 1,4 Korbvorlagen je Begegnung. Seine Sternstunde erlebte der 1,91 Meter große Aufbauspieler am 16. März 1990, als er während der NCAA-Endrunde im Spiel gegen die an Nummer drei gesetzte University of Missouri vier Sekunden vor Schluss einen Dreier traf und damit seiner Mannschaft den Sieg (Endstand: 74:71) bescherte.
Als Berufsbasketballspieler stand Newby unter anderem ab 1995 ein Jahr beim französischen Verein Cercle Sportif de Saint Loup Géanges und in Ajaccio unter Vertrag, ehe er zu Jahresbeginn 1999 zum deutschen Zweitligisten BCJ Hamburg wechselte. Mit den Hamburgern stieg er in die Basketball-Bundesliga auf und gehörte auch in der Erstliga-Spielzeit 1999/2000 zum Hamburger Aufgebot, erzielte in 27 Einsätzen im Schnitt 15,9 Punkte. Während der Saison 1999/2000 erzielte er im Heimspiel gegen Braunschweig in der Verlängerung mit einem Treffer von Höhe der Mittellinie den 103:100-Endstand.
Im Spieljahr 2000/2001 stand Newby beim belgischen Erstligisten Hasselt unter Vertrag. Ab Februar 2002 verstärkte er in Deutschland den Zweitligisten BG Hagen. Zu Beginn des Spieljahres 2002/03 stand er kurz beim spanischen Zweitligisten Drac Inca unter Vertrag, im Laufe der Saison wechselte er zum 1. FC Kaiserslautern (2. Bundesliga).
Nach einem Kurzengagement bei den London Towers in England im Herbst 2003 nahm Newby im Verlauf der Saison 2003/04 ein Angebot des schwedischen Erstligisten Akropol BBK an, im Folgespieljahr 2004/05 stand er wieder in Deutschland auf dem Feld und verstärkte den Zweitligisten Cuxhaven BasCats. Der letzte Halt seiner Profikarriere wurde in der Saison 2005/06 der Zweitligist USC Mainfranken aus Würzburg.